# Елена Феррарі
Елена Феррарі (псевдонім італ. Elena Ferrari; ім'я при народженні О́льга Фе́дорівна Ревзіна, у шлюбі Го́лубєва або Голубо́вська; 1899, Катеринослав — 16 липня 1938, Москва
) — російська й італійська поетеса початку 1920-х років, письменниця, музикантка і шпигунка. Кадрова співробітниця Розвідупра РККА, капітан держбезпеки, кавалер ордена Червоного Прапора (1933).

## Раннє життя
Ольга Ревзіна народилася в родині штейгера (гірничого майстра) Федора Абрамовича Ревзіна. Рідна сестра військового діяча й розвідника Володимира Федоровича Ревзіна, який змінив прізвище на Воля (1898—1940, розстріляний). Про її нібито єврейське походження та «італійську» зовнішність згадує М. М. Чебишов зі слів В. Ф. Ходасевича.
Ольга навчалася в Катеринославі в гімназії, у дитинстві деякий час жила у Швейцарії з тяжко хворою матір'ю, яка померла в 1909 році. Володіла англійською, французькою, німецькою, італійською та турецькою мовами. У 14 років пішла з дому. Працювала підмайстринею в сільської кравчині, була на польових роботах у селі Софіївка Слов'яносербського повіту, опісля працювала у фотоательє в Катеринославі. Закінчивши шість класів гімназії (1916), працювала різноробочою на металургійному Брянському заводі (Катеринослав). З травня 1917 року — технічна секретарка газети «Зірка». Працювала на заводі «Південна праця» помічницею ливарника, обдирщицею болванок артилерійських снарядів, ливарницею мідноливарного виробництва. Була членкинею Індустріального союзу Росії та заводського комітету заводу «Південна праця», обрана головою Ради одного з районів Катеринослава, а в жовтні 1917 року — секретаркою міського виконкому.
У 1916—1917 роках — член партії більшовиків, потім разом із братом полишила більшовиків і долучилася до анархістів. Взяла участь у формуванні анархістського партизанського загону імені М. О. Бакуніна, командиром якого став її брат. Була одружена, носила прізвище чоловіка й соратника по партизанському загону імені М. О. Бакуніна робітника Григорія Голубєва, про якого більше нічого не відомо. З 1918 року відновила співпрацю з радянською владою.

## Громадянська війна
З 1918 по 1920 рік у складі Червоної армії бере участь у Громадянській війні в Росії: сестра милосердя, рядова бійчиня (стільчиня), командирка стрілецького відділення та розвідниця в тилу денікінських військ. Воювала у складі 12-ї армії РККА в Україні, в одному з боїв втратила палець на руці. У цей же час її брат В. Ф. Воля «виконував окремі бойові завдання в тилу врангелівських військ на Чорному морі, де він захопив ворожу шхуну з вантажем і полоненими». У травні 1920 року за поданням комісара 12-ї армії С. І. Аралова відправлена до Москви для навчання на Курсах контролю і розвідки. За завданням радянської розвідки в березні 1921 року відбула на оперативне завдання до Туреччини.
За даними, отриманими в 1923 році Максимом Горьким, Голубовська брала участь у тарані яхти П. Н. Врангеля «Лукулл» 15 жовтня 1921 року. У яхту головнокомандувача, що стояла в Константинополі на рейді, врізався італійський пароплав «Адріа», що йшов із радянського Батумі. Врангель перебував на березі і не постраждав, загинули мічман П. П. Сапунов, корабельний кухар Краса і матрос Юхим Аршинов; при затопленні яхти були втрачені гроші й цінності врангелівської армії. Розслідування прийшло до висновку про випадковість події, а в наш час вважається, що це було замахом на Врангеля, організованим радянською військовою розвідкою.

## Берлін і Париж: резидентура й літературна діяльність
У 1922 році Олена Феррарі (цей псевдонім вона надалі буде використовувати і як літературний, і як агентурний) з'являється в Берліні й заводить там особисті знайомства з Максимом Горьким та іншими літераторами початку 1920-х (Віктором Шкловським, Владиславом Ходасевичем). Збереглося і частково опубліковано її листування з Горьким, яке почалося у квітні 1922 року. Молода поетка й письменниця пропонувала свої спроби на відгук Горькому і Шкловському. Шкловський радив їй звернутися до досвіду сучасної модерністської літератури, водночас Горькому були не до душі її наслідування Пастернака й Маяковського, і той закликав Феррарі слідувати за Ходасевичем як наступником пушкінської традиції. Кореспондентка запевняла Горького, що повернення до Росію для неї неможливе через якісь «помилки» перед радянською владою. Водночас опубліковані матеріали радянських спецслужб вказують, що в Берліні Голубовська-Феррарі продовжувала вести розвідувальну діяльність «з деморалізації військ Антанти».
А. Б.
Золото кажется белым

На тёмном загаре рук.

Я не знаю, что с Вами сделаю,

Но сама - наверно, сгорю.

Я уже перепутала мысли

С душным, горячим песком,

От яблок неспелых и кислых

На зубах и словах оскомина.

Беспокойно морское лето.

Я одна. Я сама так хотела.

Обеднелые грустны браслеты

На коричневом золоте тела.
У листопаді 1922 року Голубовська була призначена помічницею С. П. Урицького, нового резидента Розвідупра і ОГПУ в Парижі, після провалу Якова Рудника. Своїм берлінським знайомим вона представила цю поїздку як викликану літературною зацікавленістю. Шкловський написав для захопленої авангардом Феррарі, яка прямувала до Парижу, рекомендаційний лист футуристу Іллі Зданевичу.
У кінці 1922 — початку 1923 року Феррарі стала активною учасницею зборів Берлінського будинку мистецтв, її ім'я неодноразово згадують у пресі. Тісно спілкується з художником Іваном Пуні, який жив неподалік від неї в Берліні. Їх сусідство Шкловський згадує в повісті «Zoo, або Листи не про кохання», де є і словесний портрет Олени: «У неї обличчя порцелянове, а вії відтягують повіки. Вона може ними плескати, як дверима вогнетривких шаф…». Феррарі виступала в Берліні також спільно з італійським футуристом Руджеро Вазарі. У 1923 році в берлінському видавництві «Вогники» виходить збірка віршів Феррарі «Еріфіллі» (назва — грецьке жіноче ім'я, буквально «палко кохана»). Планувалися до виходу (у видаваному Горьким журналі «Бесіда» і окремою книгою) її прозові «казки», які, на відміну від віршів, Горькому подобалися, проте публікація не відбулася.
У квітні 1923 р. Горький з'ясовує (мабуть, через свого сина Максима Пєшкова, що мав особисті знайомства в ОГПУ) її минуле і попереджає Ходасевича, щоб той був обережніший з Феррарі: «На більшовичків працює, служила у них у контррозвідці… вона протаранила в Константинополі білогвардійську яхту». Зберігся лист поетки до Горького від 22 квітня 1923 року, де вона засмучується з приводу якихось слів Максима Пєшкова і чуток, які ходять навколо її біографії, не кажучи нічого певного. Через два дні Горький відповів, що Феррарі, розповідаючи про свою біографію, «говорить про себе неправильно», але, «кажучи про себе, нічого не шукає, окрім себе».

## Італія

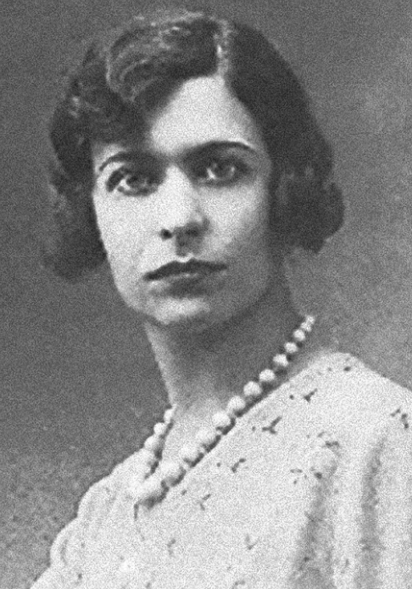
Олена Феррарі в 1920-і роки.

Після викриття її біографії Феррарі припиняє свої літературні контакти в Берліні і вирушає до Москви (де в грудні 1923 року була присутня на дружній зустрічі з Б. Л. Пастернаком і С. П. Бобровим), а потім з новим розвідувальним завданням відправляється до Італії. Там вона продовжила літературну діяльність спільно з художником-футуристом російського походження Вінічіо Паладіні, входила до групи італійських «імажиністів» (котрі дебютували в 1927 році, коли Феррарі вже була в Москві). У 1925 році вийшла її друга збірка віршів «константинопольської» тематики «Prinkipo» (грецька назва острова Бююкада близько Босфору) італійською мовою. Цю книгу Феррарі посилала Горькому, з яким знову відновила листування восени 1924 року.

## Останні десять років кар'єри
У 1925 році Голубєва (Голубовська) повернулася до СРСР і відновила роботу в апараті Розвідупра на місці. У січні 1926 року призначена співробітницею-літераторкою третьої частини третього відділу Розвідупра РККА, але влітку того ж року звільнена зі служби. Друкувалася під псевдонімами як журналістка в радянських виданнях («Новий глядач», «Червона нива», «Червона зірка», «Ізвєстія», «Юний комуніст», «Піонер»), а також продовжувала публікуватися в Італії. У 1926—1930 роках не працювала в розвідці, перебуваючи, однак, у резерві РККА, потім знову отримала завдання у Франції і працювала там помічницею резидента, користуючись колишнім псевдонімом Феррарі. У 1932 році на сторінках паризької газети «Відродження» М. М. Чебишов, співробітник врангелівської контррозвідки, зі слів Ходасевича оприлюднює інформацію про  участь Олени Феррарі в тарані яхти «Лукулл», назвавши, крім псевдоніма, також прізвище «Голубєва» (героїня замітки в той час знову перебувала у Франції, що, можливо, стало відомо Чебишову) й особливу прикмету — відсутність пальця на руці. На початку 1933 року розвідниця була відкликана до Москви або через статтю Чебишова, або через серію провалів радянської агентури в Європі.
Постановою ЦВК СРСР від 21 лютого 1933 року Ольга Голубєва нагороджена орденом Червоного Прапора «за виняткові подвиги, особистий героїзм і мужність» (орден вручено 7 липня 1933 року). У червні 1933 року після складання іспитів із французької мови отримала звання «військовий перекладач I розряду», а у вересні 1935 року склала також іспити з італійської. Була помічницею начальника відділення першого (західного) відділу Розвідупра РККА (1935—1936), це просування по службі було пов'язано з призначенням головою Розвідупра її багаторічного шефа С. П. Урицького. У 1935—1936 роках під оперативним псевдонімом «Віра» працювала в США. Присвоєно військове звання капітан держбезпеки (червень 1936 року). Проживала в Москві за адресою: Крівоколєнний провулок, будинок 5, квартира 25.
Незабаром, після розгрому кадрового складу Розвідупра й арешту Урицького, у 1937 році гине і Голубєва-Феррарі: 1 грудня 1937 року заарештована (через місяць після Урицького), 16 червня 1938 року за звинуваченням у шпигунстві та участі в контрреволюційній організації засуджена Військовою колегією Верховного суду СРСР до вищої міри покарання і в той же день розстріляна. 23 березня 1957 року реабілітована посмертно. У 1963 році частково опубліковане її листування з Горьким; про співпрацю «радянської письменниці» Феррарі з розвідкою і її розстріл публікатори не згадують.
Вірші Феррарі входили до складу антології «Сто поеток Срібного століття» СПб. 1996. — 2-е видання під назвою «Сто одна поетка …» — 2001). У 2009 році збірка «Еріфіллі» була перевидана.

## Кіновтілення
- «Легенда Феррарі» (2020) — Ольга Погодіна

## Видання
- Феррарі Е. Вірші [або Вірші]. Константинополь, 1921 (згад. як «Poesie» серед виданих книг у бібліографіч. довідці у кн. «Prinkipo». Бібліографічно не ідентифікована, у зведенні Тарасенкова-Турчинського відсутня)
- Феррарі Е. Еріфіллі (оригінал): http://www.vtoraya-literatura.com/pdf/ferrari_erifilli_1923_text.pdf
- Ferrari, Elena. Prinkipo. Versione dell'originale russo di Elena Ferrari e Umberto Barbaro, illustrazioni e copertina di Vinicio Paladini. — Roma: Edizioni La Bilancia, 1925 — 14x10,3 cm., Brossura, pp. 64, copertina originale a due colori e 4 illustrazioni originali al tratto nt di cui 1 a colori di Vinicio Paladini.
- Феррарі Е. Еріфіллі. Серія: Малий Срібний вік. — М. Водолій, 2009. — 80 с.